# Negatyw (zespół muzyczny)
Negatyw – polski zespół muzyczny założony w 1998 roku, grający rocka alternatywnego, wielokrotnie nagradzany i nominowany do różnych nagród muzycznych, w tym do Fryderyków. Zespół zakończył działalność w 2017 roku, został reaktywowany w 2025 roku. 

## Historia zespołu

### 1998–2002: Początki,Paczatarez

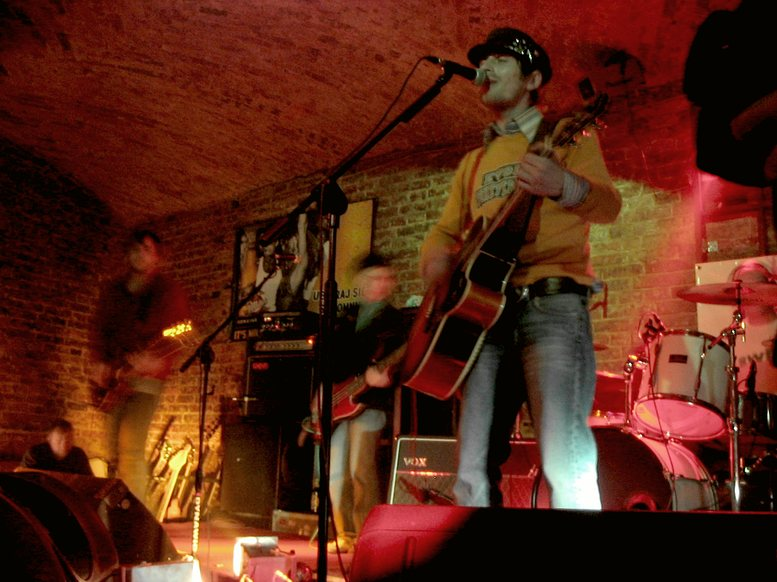
Zespół podczas koncertu w 2006 roku

Zespół Negatyw powstał w drugiej połowie 1998 roku w Mysłowicach na Śląsku z inicjatywy wokalisty Mietalla Walusia oraz gitarzysty i klawiszowca Dariusza Kowolika. Wcześniej, członkowie współpracowali ze sobą w lokalnych formacjach: Skowyt i Kurtyna. Po rozpoczęciu projektu Negatyw, grupa intensywnie koncertowała – w ciągu trzech lat istnienia zespół zagrał ponad sto koncertów.
W pierwszej połowie roku grupa nagrała wersję demo kilku utworów na swoją debiutancką płytę, w tym singiel „Amsterdam”, który trafił na playlistę MTV oraz uplasował się na drugim miejscu listy przebojów stacji muzycznej VIVA Polska. Teledysk do kawałka został nakręcony dzięki pomocy szwedzkiej przyjaciółki zespołu, Mikaeli Sandell, natomiast jego reżyserem został Rafał Wieczorek. Na przełomie listopada i grudnia 2001 roku Negatyw towarzyszył grupie Hey podczas ich trasy koncertowej, promującej album sic!.
23 października tego samego roku Negatyw postanowił podpisać kontrakt muzyczny z wytwórnią Warner Music Poland, która w marcu 2002 roku wydaje ich pierwszą płytę pt. Paczatarez. Album zebrał pochlebne opinie wśród krytyków oraz słuchaczy, a oprócz utworu „Amsterdam”, promują go single „Lubię was” i „Dziewczyny nie palcie marihuany”.

### 2003–2004:Pamiętaj
W 2003 roku Waluś nawiązał współpracę z wokalistką zespołu Hey, Katarzyną Nosowską, z którą nagrał utwór „Siódemka” umieszczony na albumie kompilacyjnym projektu Sissy Records pt. Projekt SI 031. W tym samym roku Negatyw wystąpił w pierwszej edycji festiwalu TOPtrendy, oraz zaczął pracę nad materiałem na drugi album studyjny, zatytułowany Pamiętaj. Pierwszym singlem promującym wydawnictwo został utwór „Mam to co chciałem”, który przez ponad 3 tygodnie utrzymał się na pierwszym miejscu najczęściej emitowanych piosenek w lokalnych stacjach radiowych na terenie całego kraju. Płyta miała swoją premierę w marcu 2004 roku, jego realizacją zajął się Leszek Kamiński, natomiast za produkcję muzyczną odpowiadał Leszek Biolik, basista zespołu Republika.

### 2005–2007:Manchester

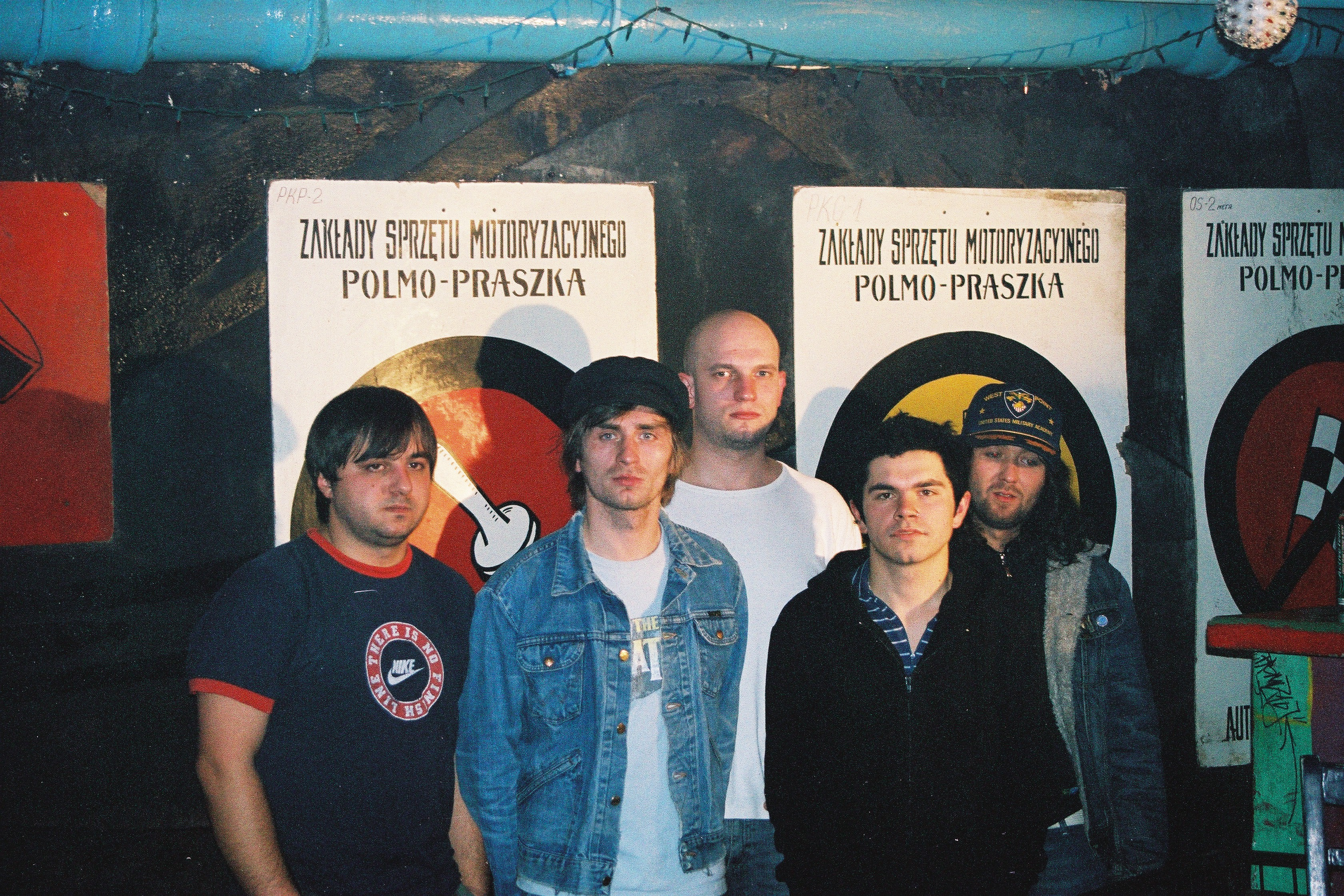
Negatyw po koncercie w częstochowskim Pubie Utopia w 2006 roku

W 2005 roku pojawił się kolejny, trzeci album zespołu pt. Manchester, który został wydany przez Radiową Agencję Fonograficzną Polskiego Radia. W Londynie nakręcony został teledysk promocyjny do utworu „Alone”. Rok później, płyta otrzymała nominację do nagrody Superjedynek w kategorii „płyta alternatywna”, dzięki czemu zespół wystąpił 2 czerwca 2006 roku podczas Krajowego Festiwalu Piosenki Polskiej w Opolu. W tym samym roku zespół otrzymał epizod w filmie Sylwestra Latkowskiego pt. Nakręceni, czyli szołbiznes po polsku, wystąpił także m.in.: podczas gali Asy Empiku, Festiwalu Union of Rock w Węgorzewie oraz podczas specjalnego koncertu w Muzyczne Studiu Polskiego Radia im. Agnieszki Osieckiej. W listopadzie 2007 roku Negatyw reprezentował Polskę na międzynarodowym festiwalu Moldova International, organizowanym w Kiszyniowie.

### 2008–2011:Virus, trasa koncertowa
7 grudnia 2009 roku Negatyw przeprowadził się do jednego z najlepszych studiów nagraniowych w Polsce, we wsi Łojki pod Częstochową, gdzie zarejestrował materiał na czwartą płytę pt. Virus. Podczas całej sesji nagraniowej, w studiu była obecna kamera, która oddała klimat towarzyszący zespołowi podczas nagrywania w godzinnym filmie dokumentalnym (w systemie HD). Zapis filmu pojawił się na dołączonej do albumu płycie DVD, zawierającej również pełny koncert zespołu w Chorzowskim Planetarium oraz film dokumentalny rejestrujący pracę techniki operatorów kamer i zespołu nad koncertem. Wydawnictwo promowały single „Ty i Ja” oraz „Gra”.
Nowym managerem zespołu został Marcel Sobota. W maju 2011 roku grupa zagrała nietypowe koncerty, pojawiając się m.in. w Areszcie Śledczym w Katowicach, Zakładzie Karnym w Wojkowicach oraz na dachu Wydziału Fizyki Uniwersytetu Śląskiego w Katowicach. Pod koniec miesiąca zespół promował Polską Prezydencję w Unii Europejskiej na koncercie w Budapeszcie, a jesienią wyruszył w europejską trasę koncertową, zatytułowaną Virus Autumn EuroTour 2011.

### 2012−2013: Dziesięciolecie pracy artystycznej
Z okazji dziesięciolecia pracy artystycznej, 23 kwietnia 2012 roku Negatyw został gościem Programu Czwartego Polskiego Radia, a 7 maja w katowickim Teatrze Śląskim im. Stanisława Wyspiańskiego odbył się specjalny koncert jubileuszowy, podczas którego utwory zespołu wykonali tacy artyści, jak Hey, Muniek Staszczyk, Tymon Tymański i Maciej Cieślak. Koncert ten został zarejestrowany na DVD w technologii HD z udziałem publiczności, a premiera albumu, Live10, odbyła się 12 stycznia 2013 roku. Na początku maja 2012 roku grupa wystąpiła na żywo w programie Najlepszej Rockowej Dwudziestki w Eska Rock.

### 2013:Negatyw China Tour,Albinos
Od 22 kwietnia do 20 maja 2013 roku, zespół przebywał w Chinach podczas swojej trasy Negatyw China Tour 2013, w ramach której zagrał dziewięć koncertów: w Pekinie, Xi’an, Changsha, Guiyang, Chongqing, Dali, Kunming, Chengdu i Wuhan. Oprócz koncertów, Negatyw zrealizował podczas trasy film dokumentalny, pokazujący życie polskiego zespołu podczas przygotowań do koncertów. Latem, grupa wystąpiła podczas B-Festival, organizowanego w Brzeszczach pod Oświęcimiem.
18 lutego 2014 roku nakładem firmy fonograficznej My Music ukazał się piąty album studyjny zespołu pt. Albinos. Na płycie znalazło się dziewięć utworów, materiał został zrealizowany we wrocławskim studiu Fonoplastykon, a jego producentem został Marcin Bors. W celach promocyjnych, zespół umieścił w 15 sklepach firmy Silesia Jeans 80 tysięcy reklamówek, na którym ukazana została okładka płyty.

### 2017: Rozpad
W wywiadzie dla miesięcznika „Teraz Rock”, Mietall Waluś potwierdził rozpad Negatywu, po rozpadzie muzycy pozostali ze sobą w stałym kontakcie. Rozpad zespołu nastąpił m.in. z powodu skoncentrowania się na karierze solowej przez Walusia.

### 2025: Reaktywacja
W marcu 2025 roku w wywiadzie dla „Teraz Muzyka” Mietall Waluś ogłosił reaktywację zespołu. Na wiosnę tego samego roku zapowiedziano również premierę nowego singla, a na jesień nową płytę.

## Skład zespołu
| - Mietall Waluś – wokal, gitara basowa - Afgan Gąsior – gitara elektryczna - Darek Kowolik – gitara elektryczna - Robert Ligiewicz – perkusja | - Mietall Waluś – wokal, gitara elektryczna i akustyczna - Afgan Gąsior – gitara - Łukasz Zając – perkusja - Aleksander Goławski – gitara basowa | - Dariusz Kowolik – gitara basowa, instrumenty klawiszowe - Błażej Nowicki – gitara basowa - Rafał "Młody" Pożoga – perkusja |

## Dyskografia

### Albumy studyjne
- 2002: Paczatarez
- 2004: Pamiętaj
- 2005: Manchester
- 2010: Virus
- 2014: Albinos

### Albumy koncertowe
- 2012: Live 10